# Senjska Vrata
Senjska Vrata är ett sund i Kroatien. Det ligger i den centrala delen av landet, 140 km sydväst om huvudstaden Zagreb.